# Ernst Wöll
Ernst Wöll (ur. 3 lutego 1907 w Brixlegg, zm. ?) – austriacki strzelec, olimpijczyk.
Wystąpił na Letnich Igrzyskach Olimpijskich 1948 w jednej konkurencji, którą był karabin małokalibrowy leżąc z 50 m. Zajął w niej 60. pozycję. 

## Wyniki

### Igrzyska olimpijskie
| Igrzyska    | Konkurencja                       | Wynik                         | Miejsce | Źródło |
| ----------- | --------------------------------- | ----------------------------- | ------- | ------ |
| Londyn 1948 | Karabin małokalibrowy leżąc, 50 m | 573 pkt. (95–99–100–97–86–96) | 60      | [ 1 ]  |